# Coronavirus canin
Ne doit pas être confondu avec Coronavirus respiratoire canin.
Coronavirus
Classification phylogénétique
- Espèce : Alphacoronavirus 1
  - Coronavirus de la gastro-entérite transmissible porcine (TGEV, porc)
  - Coronavirus félin (chat)
    - Coronavirus félin Type I
    - Coronavirus félin Type II (FCoV-II)
    - Virus de la péritonite infectieuse féline (FIPV)

  - Coronavirus canin (chien)
    - CCoV-HuPn-2018

Le coronavirus canin (entérique) (CCoV) est un virus à ARN, qui infecte le chien. Il appartient au genre Alphacoronavirus.
Ce virus provoque une maladie intestinale hautement contagieuse chez les chiens du monde entier. Le virus pénètre dans sa cellule hôte en se liant au récepteur APN. Il a été découvert en 1971 en Allemagne lors d'une épidémie chez des chiens de garde.

## Pathologie
Le virus envahit et se réplique dans les villosités de l'intestin grêle. La maladie intestinale peut être liée à l'apoptose induite par le virus (mort cellulaire programmée) des cellules de la muqueuse épithéliale de l'intestin grêle. On pensait à l'origine que le coronavirus canin était à l'origine de graves maladies gastro-intestinales, mais aujourd'hui, la plupart des cas sont considérés comme très légers ou sans symptômes. Une complication plus grave du coronavirus canin survient lorsque le chien est également infecté par le parvovirus canin. L'infection par le coronavirus des villosités intestinales rend les cellules plus sensibles à l'infection à parvovirus. Cela provoque une maladie beaucoup plus grave que l'un ou l'autre virus ne peut le faire séparément.  Cependant, une maladie intestinale fatale associée au coronavirus canin sans la présence de parvovirus canin est encore parfois signalée. Cela peut être lié au taux de mutation élevé des virus à ARN positifs, dont le coronavirus canin en est un.

## Détails
La période d'incubation est d'un à trois jours. La maladie est très contagieuse et se propage par les matières fécales des chiens infectés, qui répandent généralement le virus pendant six à neuf jours, mais parfois pendant six mois après l'infection. 
Les symptômes incluent la diarrhée, les vomissements et l'anorexie. Le diagnostic passe par la détection de particules virales dans les fèces.
Le traitement ne nécessite généralement que des médicaments contre la diarrhée, mais les chiens plus gravement atteints peuvent avoir besoin de liquides intraveineux pour la déshydratation. Les décès sont rares. Le virus est détruit par la plupart des désinfectants disponibles. Il existe un vaccin disponible (code ATCvet: QI07AD11), et il est généralement administré aux chiots, qui sont plus sensibles au coronavirus canin, et aux chiens qui présentent un risque élevé d'exposition, comme les chiens d'exposition.

## Risque de zoonose humaine?
Des échantillons nasopharayngés de 300 patients hospitalisés pour une pneumonie à Sarawak, en Malaisie, entre 2017 et 2018 ont été analysés. Huit cas (tous des enfants) ont révélé la présence de CCoV. Chez l'un d'eux, une souche présumée pathogène — nommée CCoV-HuPn-2018 — a été isolée et séquencée. Il s'agit d'un virus recombiné avec le FCoV félin et qui présente une adaptation au récepteur AP-N (type CCoV-II),.
Des essais ultérieurs ont montré que les cellules pulmonaires humaines n’étaient pas réceptives in vitro à cette souche.